# Karolina Marie Rakousko-Toskánská
Karolina Marie Rakousko-Toskánská německy: Carolina Maria Immakulata Josepha Ferdinanda Therese Leopoldine Antoinette Franziska Isabella Luise Januaria Christine Benedikta Laurencia Justiniana, Erzherzogin von Österreich, Prinzessin von Toskana; (5. září 1869, Altmünster, Horní Rakousy – 12. května 1945, Budapešť) byla rakouská arcivévodkyně z toskánské linie Habsbursko-Lotrinské dynastie.

## Život
Byla čtvrtým z deseti dětí toskánského arcivévody Karla Salvátora a bourbonsko-sicilské princezny Marie Imakuláty.
Od roku 1894 byla abatyší v Tereziánském ústavu šlechtičen v Praze. Už v následujícím roce se stala manželkou sasko-cobursko-gothského prince Augusta Leopolda, vnuka brazilského císaře Petra II., se kterým měla celkem osm dětí.

## Potomci
- August (1895–1908)
- Klementina (1897–1975)

∞ 1925 Eduard von Heller
- Marie Karolína (1899–1941)
- Rainer (1900–1945)

∞ 1930 Johanna Károlyi de Károly-Patty
- Filip (1901–1985)

∞ 1944 Sarah Aurelia Hálaszová
- Terezie (1902–1990)

∞ 1930 baron Lamoral z Taxis-Bordogna-Valnigra
- Leopoldina (1905–1978)
- Arnošt (1907–1978)

∞ 1939 Irmgard Röllová